# 善勝寺 (相模原市)

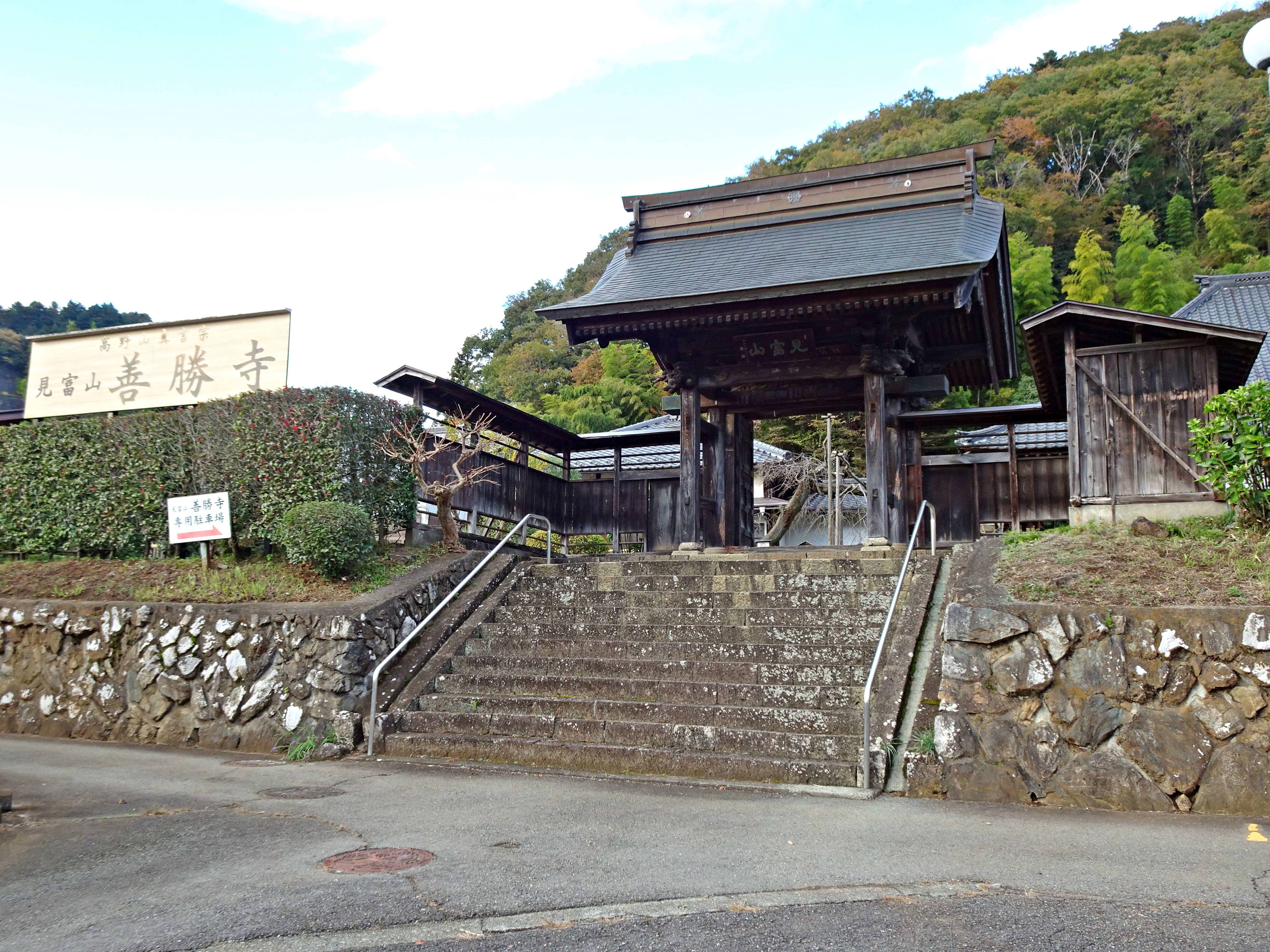
善勝寺山門

善勝寺（ぜんしょうじ）は、神奈川県相模原市緑区にある高野山真言宗の寺院。

## 歴史
平安時代前期、弘法大師空海によって開山された。かつて、当寺の由来を記した縁起絵巻があったが、1945年（昭和20年）頃に、とある郷土史家が借りたまま、持ち去ってしまったため、詳細な由来が不明となっている。
とはいえ、歴史ある古刹であるため、菊の御紋が付いた長押があるなど、それなりの格式を誇っている。当寺には武蔵国多摩郡深大寺村（現・東京都調布市）の深大寺の名が記された「磬」が残されている。磬とは「へ」の字型の古代中国の楽器である。なぜ深大寺の磬が当寺にあるのかは不明である。

## 交通アクセス
- 相模湖駅より徒歩30分。